# جان برنت (بازیکن فوتبال)
جان برنت (انگلیسی: John Burnett; ۲۴ ژوئن ۱۹۳۹ – ۴ ژوئیه ۲۰۲۱) بازیکن فوتبال اهل بریتانیا بود.
از باشگاه‌هایی که در آن بازی کرده‌است می‌توان به باشگاه فوتبال گریمزبی تاون اشاره کرد.